# Tatiana Arntgolts
Tatiana Albertovna Arntgolts (en russe : Татья́на Альбе́ртовна Арнтго́льц), née à Kaliningrad le 18 mars 1982, est une actrice russe de cinéma et de théâtre.

## Biographie
Tatiana Arntgolts se fait connaître par son rôle dans la série télévisée pour la jeunesse Les Vérités simples diffusée en 1999-2004 sur Rossiya 1.
En 2003, elle obtient son diplôme de l'École supérieure d'art dramatique Mikhaïl-Chtchepkine (classe de Valentin Afonine).
En 2008-2009, elle participe à l'émission de télévision Âge de glace, aux côtés du patineur Maxim Staviski.
De 2018 à 2023, au côté d'Alexandra Lazarev sur NTV, elle anime l'émission télévisée Attends-moi, l'équivalent de l'émission française Perdu de vue.

## Filmographie

### Cinéma
- 2004 : Les Myracles à Rechetov (Чудеса в Решетове, Chudesa v Reshetove) de Mikhaïl Lévitine : Inka
- 2004 : Représentant de jour (Dnevnoy predstavitel) de Vitali Vorobiov : Yvette
- 2005 : Le dernier week-end (Posledniy uik-end) de Pavel Saneïev : Katia
- 2006 : Confrontation (Protivostoyanie) de Vitali Vorobiov : infirmière Katya
- 2007 : Gloss (Глянец, Glianets) d'Andreï Kontchalovski : Oksana
- 2008 : Ce soir les anges pleuraient (Etim vecherom angely plakali) d'Andreï Volguine : Tania
- 2014 : Les Champions (Chempiony) de Dmitri Dioujev : Elena Berejnaïa
- 2014 : Le Photographe (Fotograf) de Waldemar Krzystek : Natasza
- 2017 : Le Coeur d'ennemi (Serdtse vraga) d'Alexandre Vyssokovski : femme d'Erich

### Courts-métrages
- 2017 : Le Moine (Монах, Monakh) de Danil Grinkine

### Télévision

#### Séries télévisées
- 1999 : Les Vérités simples (Простые истины) de Vadim Chmelev : Katia Trofimova
- 2002 : Next : Nata
- 2003 : Moskva. Tsentralnyy okrug : Nijole (2003)
- 2004 : Obsession (Наваждение, Navazhdenie) d'Anna Legtchilova : Vera
- 2004 : Kavalery Morskoy Zvezdy
- 2004 : Lune de miel (Медовый месяц) d'Oleg Kompassov : Alya
- 2005 : Talisman lyubvi : Liza Kolzova
- 2006 : Okhota na geniya : Anya Galkina
- 2006 : Pod livnem pul : Nurse Katya
- 2008 : I vse-taki ya lyublyu... : Vera
- 2009 : Lapushki
- 2010 : Brak po zaveshchaniyu
- 2010 : Trava pod snegom
- 2011 : Brak po zaveshchaniyu. Vozvrashchenie Sandry
- 2011 : Furtseva. Legenda o Ekaterine
- 2012 : Lastochkino gnezdo : Ida (Izaida Kalinina / Kornilova)
- 2012 : Snaypery. Lyubov pod pritselom : Ekaterina Radonova
- 2012 : Viktoriya
- 2013 : Brak po zaveschaniyu. Tantsi na uglyah
- 2013 : Durdom : Svetlana Kulik / Katya (2006)
- 2013 : Nochnye lastochki
- 2014 : Soblazn
- 2015 : Argentina
- 2015 : Kult
- 2016 : 25-y chas
- 2016 : Provokator

#### Téléfilms
- 2003 : Zachem tebe alibi? : Natasha
- 2004 : Novyy god otmenyaetsya! : Katya
- 2006 : Kaktus i Elena : Elena
- 2008 : Dochka